# Archie Johnson
Archie Johnson is een personage uit CSI: Crime Scene Investigation. Hij wordt gespeeld door Archie Kao.

## Biografie
Archie Johnson is de A/V-specialist van de CSI. In het 7e seizoen, in de aflevering "Lab Rats", helpt hij Hodges, samen met de andere labtechnici, in een poging te achterhalen wie de Miniature Killer is. Aan het begin van seizoen 8 wordt hij daarnaast ook de handschriftanalist. Hij zegt dat het is om zijn horizon te verbreden, en zijn salaris.
Archie is een liefhebber van sciencefiction. Hij is ook een Star Trek-deskundige en houdt van internet role-playing games. In seizoen 9, aflevering "The Grave Shift", merkte Raymond Langston op dat Archie een van zijn boeken had gekocht.